# Clarence (animatieserie)
Clarence is een Amerikaanse animatieserie die wordt uitgezonden op Cartoon Network sinds 14 april 2014. De serie werd bedacht door Skyler Page en draait om de 10 jaar oude Clarence Wendle die in Aberdale woont, een fictieve wijk in Arizona nabij Phoenix.

## Verhaal
Het programma richt zich op het dagelijkse leven van Clarence Wendle, een vrolijk en energiek kind, en zijn beste vrienden: Jef, die het meest intellectuele type is, en Sumo, die vaak drastische maatregelen gebruikt om problemen op te lossen.
Clarence woont met zijn gescheiden moeder Marie en zijn vriendje Ted in de fictieve stad Abberdaal, Arizona, vlak bij Phoenix. Elke aflevering richt zich op de dagelijkse levenssituaties en problemen die Clarence en zijn vrienden tegenkomen, en hun dagelijkse avonturen en levenservaringen als kinderen.
Andere personages zijn onder andere studenten en docenten van Abberdaal Basisschool, de school van Clarence. Sommige afleveringen richten zich op het leven van secundaire personages, zoals burgers van Abberdaal en Clarences klasgenoten.

## Personages

### Hoofdpersonages
Clarence WendleHij is een 10-jarige, mollige optimist. Hij is erg extravert en gaat zorgeloos door het leven.
Ryan "Sumo" SumouskiHij is Clarences beste vriend. Hij is de wildste van het drietal en kan onvoorspelbaar uit de hoek komen. Sumo's ouders leven in een caravan.
Jeffrey "Jeff" RandellHij is Clarences tweede beste vriend. Hij is erg intelligent en heeft smetvrees. Door zijn manier van gedragen lijkt hij het syndroom van Asperger te hebben.

### Nevenpersonages
Marie Wendle (EngelsMary): Ze is Clarences moeder en staat altijd voor hem klaar. Ze is erg vindingrijk in noodsituaties en gaat positief door het leven. Ze is gescheiden van Damien Dawson.
Ted (EngelsChad): Hij is Maries vriend en woont bij haar samen. Hij gaat zorgeloos door het leven en speelt graag gitaar. Hij is een vaderfiguur voor Clarence.
BelsonHij is een rijk, verwend kind dat weinig empathie vertoont. Hij vindt Clarence vervelend, maar toch blijft Clarence met hem omgaan. Belson moet steeds nablijven. Tijdens "Stormy Sleepover" creëert hij een band met directeur Jim.
ChelseaZe is een energiek meisje. Ze denkt dat ze sterker is dan jongens.
Brien (EngelsBreehn): Hij is een slimme en overdreven voorzichtige jongen. Hij komt goed overeen met Jeff. Zijn moeder gedraagt zich erg chique en schept op over hun nieuwe huis.
Juf Bakker (EngelsMs. Baker): Ze is de praatgrage juf van Clarence en heeft moeite met het vinden van een vriend. Ze kan erg goed overweg met het leiden van grote groepen en wordt nooit kwaad. In "Stormy Sleepover" besluit ze naar Californië te verhuizen omdat ze zich waardeloos voelt in Abberdaal, maar ze blijkt de enige te zijn die de inwoners van Abberdaal kan doen kalmeren tijdens een storm.
Perry (EngelsPercy): Hij zit in Clarence's klas, maar gedraagt zich kinderachtig voor zijn leeftijd. Hij praat met een kleuterstem en moet snel huilen.
Mel SumouskiHij is Sumo's vader. Hij heeft een dikke snor en een tatoeage op zijn linkerarm. Hij heeft een schuilkelder gemaakt voor wanneer de apocalyps aanbreekt.
EJ en Sue RandellDit zijn Jeffs lesbische moeders. EJ is erg sterk gebouwd. Sue is geduldiger en heeft de kalme persoonlijkheid van Jeff.
Directeur JimHij is de schooldirecteur en voormalig politieagent. Hij heeft een grote appetijt.
Regis GilbenHij beweegt en spreekt nooit, maar toch lijkt iedereen om hem heen te verstaan wat hij 'zegt'.
Brechtje (EngelsMavis): Ze is een klein, stil meisje. Als ze praat, klinkt het als geknor. Brady is verliefd op haar.
JoshuaHij is een mopperige tiener die niet van kinderen houdt. Hij verschijnt geregeld als jobstudent. Al zijn afleveringen eindigen in een ongeluk waarbij hij verwond raakt. Hij heeft vooral een hekel aan Sumo, en later ook Clarence.
BrendaZe is de achteloze, onverantwoordelijke schoolbegeleider. Niemand vindt haar leuk en omgekeerd. Clarence komt erachter dat ze een passie heeft voor het maken van ingeblikte bonen. Clarence probeert haar tevergeefs een minder eenzaam leven te geven.
LaurenEen bijzonder slim meisje dat thuisonderwijs krijgt. Ze heeft moeite om met leeftijdsgenoten om te gaan. Clarence, Sumo en Jeff gaven haar eens snoepgoed en vervolgens ging ze hyperactief tekeer.
CynthiaBelsons moeder. Ze kan slecht voor zichzelf opkomen en beseft haar zoons gemene gedrag niet.

## Stemrollen

### Originele stemmen
- Clarence: Skyler Page (afleveringen 1-32, 35-36) / Spencer Rothbell (aflevering 33-34, 37-130)
- Sumo: Tom Kenny
- Jeff: Sean Giambrone
- Mary: Katie Crown
- Chad: Eric Edelstein
- Belson: Roger Craig Smith
- Percy: Roger Craig Smith

### Nederlandse stemmen
De Nederlandse versie is gemaakt in SDI Media.
- Clarence: Hein Gerrits[2]
- Sumo: Reinder van der Naalt
- Jef: Valentijn Avé
- Marie: Lotte Horlings
- Ted: Simon Zwiers
- Belson: Pepijn Koolen
- Percy: Florus van Rooijen
- Justin: Christian Nieuwenhuizen
- Chelsea: Lizemijn Libgott
- Dustin: Peter de Kroon
- Amilio: Julius de Vriend (Seizoen 1) Valentijn Banga (Seizoen 2-3)
- Julius: Daan van Dalen
- Mr Reese: Joost Clase
- Juf Shoop: Ine Kuhr (Seizoen 1) Beatrijs Sluijter (Seizoen 2-3)
- Tiffany: Jannemien Cnossen
- Hershey: Frans Limburg
- Amy Gills: Nicoline Pouwer
- Breehn: Max Mies

## Achtergrond

### Productie
In 2013 werd Clarence aangekondigd samen met verschillende andere series. De serie is gemaakt door Skyler Page, een voormalig storyboard artiest voor Tijd voor Avontuur en revisionist voor Secret Mountain Fort Awesome. Hij was de vierde animator van de zender die is afgestudeerd aan het California Institute of the Arts en op 24-jarige leeftijd was hij ook de jongste.
Page heeft samen met creatief directeur Nelson Boles de serie bij CalArts bedacht. Een crew van twee of drie personen poetste de pilot-aflevering op bij Cartoon Network Studios. De aflevering werd goedgekeurd en 30 tot 35 schrijvers, storyboardartiesten, revisionisten, coloristen en ontwerpers werden in dienst genomen. Inmiddels is de animatie via de Saerom Animation uitbesteed aan Zuid-Korea.
Volgens schrijver Spencer Rothbell is de serie gemaakt met een naturalistische toon, vergelijkbaar met tekenfilms uit de jaren negentig, gecombineerd met een moderner gevoel. Er wordt ook veel aandacht besteed aan de achtergrondkarakters om de variatie in de plot en het universum uit te breiden.

### Ontslag Skyler Page
In juli 2014 werd Skyler Page ontslagen bij Cartoon Network Studios wegens verschillende gevallen van seksuele intimidatie. De schrijver Spencer Rothbell nam de stem van Clarence over en was van meet af aan al de facto de hoofdschrijver samen met Patrick Harpin, die na acht afleveringen ontslag nam door Skylers gedrag.